# Gouvernement Klaus II
 (août 2023).
Si vous disposez d'ouvrages ou d'articles de référence ou si vous connaissez des sites web de qualité traitant du thème abordé ici, merci de compléter l'article en donnant les références utiles à sa vérifiabilité et en les liant à la section « Notes et références ».
IIe République d'Autriche
Klaus I Kreisky I
Le gouvernement Klaus II (en allemand : Bundesregierung Klaus II) est le gouvernement fédéral autrichien entre le 19 avril 1966 et le 3 mars 1970, durant la onzième législature du Conseil national.

## Majorité et historique
Dirigé par le chancelier fédéral conservateur sortant Josef Klaus, ce gouvernement est constitué et soutenu par le seul Parti populaire autrichien (ÖVP), qui dispose de 85 députés sur 165, soit 51,5 % des sièges au Conseil national.
Il a été formé à la suite des élections législatives du 6 mars 1966 et succède au gouvernement Klaus I, soutenu par une « grande coalition » entre l'ÖVP et le Parti socialiste d'Autriche (SPÖ). Si c'est la deuxième fois, après 1945, qu'un seul parti remporte la majorité absolue au Conseil national, c'est en revanche la première fois qu'une seule formation participe au gouvernement fédéral.
Lors des élections législatives du 1er mars 1970, le SPÖ remporte une majorité relative plus importante que celle de l'ÖVP. S'assurant le soutien sans participation du Parti libéral d'Autriche (FPÖ), l'ancien ministre fédéral des Affaires étrangères social-démocrate Bruno Kreisky réussit à former son premier gouvernement.

## Composition

### Initiale (19 avril 1966)
- Par rapport au gouvernement Klaus I, les nouveaux ministres sont indiqués en gras, ceux ayant changé d'attributions en italique.

| Fonction                                                                       | Titulaire | Titulaire              | Parti |
| ------------------------------------------------------------------------------ | --------- | ---------------------- | ----- |
| Chancelier fédéral                                                             |           | Josef Klaus            | ÖVP   |
| Vice-chancelier Ministre fédéral du Commerce, de l'Artisanat et de l'Industrie |           | Fritz Bock             | ÖVP   |
| Ministre fédéral des Affaires étrangères                                       |           | Lujo Tončić-Sorinj     | ÖVP   |
| Ministre fédéral de la Protection sociale                                      |           | Grete Rehor            | ÖVP   |
| Ministre fédéral des Finances                                                  |           | Wolfgang Schmitz       | ÖVP   |
| Ministre fédéral de l'Intérieur                                                |           | Franz Hetzenauer       | ÖVP   |
| Ministre fédéral de la Justice                                                 |           | Hans Klecatsky         | Sans  |
| Ministre fédéral de l'Agriculture et des Forêts                                |           | Karl Schleinzer        | ÖVP   |
| Ministre fédéral des Transports et des Entreprises nationalisées               |           | Ludwig Weiß            | ÖVP   |
| Ministre fédéral de la Défense nationale                                       |           | Georg Prader           | ÖVP   |
| Ministre fédéral de l'Enseignement                                             |           | Theodor Piffl-Percevic | ÖVP   |
| Ministre fédéral des Travaux publics et de la Technologie                      |           | Vinzenz Kotzina        | ÖVP   |

### Remaniement du 19 janvier 1968
- Les nouveaux ministres sont indiqués en gras, ceux ayant changé d'attributions en italique.

| Fonction                                                         | Titulaire | Titulaire                                               | Parti |
| ---------------------------------------------------------------- | --------- | ------------------------------------------------------- | ----- |
| Chancelier fédéral                                               |           | Josef Klaus                                             | ÖVP   |
| Vice-chancelier                                                  |           | Hermann Withalm                                         | ÖVP   |
| Ministre fédéral des Affaires étrangères                         |           | Kurt Waldheim                                           | Sans  |
| Ministre fédéral de la Protection sociale                        |           | Grete Rehor                                             | ÖVP   |
| Ministre fédéral des Finances                                    |           | Stephan Koren                                           | ÖVP   |
| Ministre fédéral de l'Intérieur                                  |           | Franz Soronics                                          | ÖVP   |
| Ministre fédéral de la Justice                                   |           | Hans Klecatsky                                          | Sans  |
| Ministre fédéral de l'Agriculture et des Forêts                  |           | Karl Schleinzer                                         | ÖVP   |
| Ministre fédéral des Transports et des Entreprises nationalisées |           | Ludwig Weiß                                             | ÖVP   |
| Ministre fédéral de la Défense nationale                         |           | Georg Prader                                            | ÖVP   |
| Ministre fédéral de l'Enseignement                               |           | Theodor Piffl-Percevic (jusqu'au 02/06/1969) Alois Mock | ÖVP   |
| Ministre fédéral du Commerce, de l'Artisanat et de l'Industrie   |           | Otto Mitterer                                           | ÖVP   |
| Ministre fédéral des Travaux publics et de la Technologie        |           | Vinzenz Kotzina                                         | ÖVP   |